# Minuartia picta
Minuartia picta là loài thực vật có hoa thuộc họ Cẩm chướng. Loài này được (Sm.) Bornm. mô tả khoa học đầu tiên năm 1917.